# Ron Tauranac
Ron Tauranac (ur. 13 stycznia 1925 w Gillingham, zm. 17 lipca 2020 w Sunshine Coast) – australijski projektant samochodów Formuły 1.

## Życiorys
W latach 1962 – 1970 projektował samochody dla Jacka Brabhama i jego zespołu Brabham. W 1970 roku przejął zespół Brabham, ale rok później sprzedał go Berniemu Ecclestone'owi. Następnie pozostał w Anglii, aby pomóc firmie Politoys w projektowaniu samochodów dla zespołu Frank Williams Racing Cars. Pomógł także projektować samochody zespołu Trojan uczestniczące w Formule 5000.
Następnie na krótko wyjechał do Australii, ale wrócił do Anglii i założył zespół Ralt. Pierwszy "nowoczesny" samochód Ralt, oznaczony jako RT1, brał udział w zawodach Formuły 3, Formuły 2 i Formuły Atlantic. Okazał się on bardzo udany, zdobywając mistrzostwo Europejskiej Formuły 3 w 1975 roku (kierowcą był Larry Perkins) oraz w 1978 roku (kierowcą był Jan Lammers).
Tauranac zaprojektował również samochód dla zespołu Theodore Racing F1 na sezon 1978. Wyniki nie były jednak udane.
Dwa nowe projekty powstały na rok 1979. Model RT2 brał udział w Formule 2, a RT3 – w Formule 3. Pierluigi Martini na RT3 zdobył tytuł mistrza Europejskiej Formuły 3. Ponadto w latach 1981–1985 kierowcy Ralta RT3 (Jonathan Palmer, Tommy Byrne, Ayrton Senna, Johnny Dumfries oraz Maurício Gugelmin) zdobywali tytuły mistrza Brytyjskiej Formuły 3.
W październiku 1988 roku Tauranac sprzedał zespół Ralt firmie March Engineering za 1 250 000 funtów szterlingów.
Tauranac pozostał związany z różnymi aspektami sportu od momentu odstąpienia od Ralta – projektował samochody dla szkół wyścigowych Hondy, dla Formuły Renault, był także konsultantem zespołu Arrows.

## Życie prywatne
Mieszkał w Australii.